# Jamison Gibson-Park
Jamison Ratu Gibson-Park (* 23. února 1992, Velký bariérový ostrov) je ragbista, který hraje za reprezentaci Irska a za irský klub Leinster na pozici mlýnové spojky.
S Leinsterem vyhrál v letech 2018 až 2021 soutěž PRO14. V sezóně 2024/25 se stal vítězem United Rugby Championship. V roce 2018 vyhrál Evropský pohár mistrů. V roce 2016 se stal vítězem Super Rugby s klubem Hurricanes.
V roce 2024 byl World Rugby jmenován do nejlepší sestavy světa. Narodil se na Novém Zélandu a za irskou reprezentaci mohl hrát po tříletém pobytu v Irsku. První zápas za Irsko odehrál v říjnu 2020 proti Itálii. S reprezentací vyhrál Six Nations v roce 2023 a 2024. Byl účastníkem MS 2023. V prosinci 2023 se dočkal irského občanství. V roce 2025 byl součástí Britských a Irských lvů.